# Tepa Reinikainen
Tepa Aki Ilari Reinikainen (Kangasniemi, 16 marzo 1976) è un ex pesista finlandese.

## Palmarès
| Anno | Manifestazione   | Sede        | Evento         | Risultato | Misura  | Note |
| ---- | ---------------- | ----------- | -------------- | --------- | ------- | ---- |
| 1995 | Europei juniores | Nyíregyháza | Getto del peso | Oro       | 17,20 m |      |
| 2000 | Europei indoor   | Gand        | Getto del peso | 7º        | 19,93 m |      |
| 2003 | Mondiali indoor  | Birmingham  | Getto del peso | 6º        | 20,59 m |      |
| 2003 | Mondiali         | Parigi      | Getto del peso | 6º        | 20,45 m |      |
| 2004 | Olimpiadi        | Atene       | Getto del peso | 13º       | 19,74 m |      |
| 2005 | Mondiali         | Helsinki    | Getto del peso | 10º       | 20,09 m |      |

## Campionati nazionali
- 2 volte campione nazionale nel getto del peso (2003/2004)
- 2 volte nel getto del peso indoor (2002/2003)

1995
- 6º ai campionati nazionali finlandesi indoor, getto del peso - 16,96 m
- 11º ai campionati nazionali finlandesi, getto del peso - 16,91 m

1996
- 6º ai campionati nazionali finlandesi indoor, getto del peso - 17,04 m
- 8º ai campionati nazionali finlandesi, getto del peso - 16,87 m

1997
- 7º ai campionati nazionali finlandesi indoor, getto del peso - 17,39 m

1998
- 7º ai campionati nazionali finlandesi indoor, getto del peso - 17,83 m
- 4º ai campionati nazionali finlandesi, getto del peso - 18,55 m

1999
- 4º ai campionati nazionali finlandesi, getto del peso - 19,53 m

2000
- Bronzo ai campionati nazionali finlandesi indoor, getto del peso - 20,01 m
- 5º ai campionati nazionali finlandesi, getto del peso - 19,54 m

2001
- Bronzo ai campionati nazionali finlandesi, getto del peso - 19,91 m

2002
- Oro ai campionati nazionali finlandesi indoor, getto del peso - 20,25 m
- Argento ai campionati nazionali finlandesi, getto del peso - 20,28 m

2003
- Oro ai campionati nazionali finlandesi indoor, getto del peso - 20,69 m
- Oro ai campionati nazionali finlandesi, getto del peso - 20,30 m

2004
- Argento ai campionati nazionali finlandesi indoor, getto del peso - 20,46 m
- Oro ai campionati nazionali finlandesi, getto del peso - 19,83 m

2005
- 4º ai campionati nazionali finlandesi, getto del peso - 19,98 m

2006
- 4º ai campionati nazionali finlandesi, getto del peso - 18,80 m

2007
- 4º ai campionati nazionali finlandesi indoor, getto del peso - 18,55 m
- Bronzo ai campionati nazionali finlandesi, getto del peso - 19,13 m